# Nika Brettschneiderová
Nika Brettschneiderová, rodným jménem Zdeňka (9. února 1951 Ostrava – 30. června 2018 Vídeň) byla česká a rakouská herečka, divadelní režisérka a manažerka, profesorka dramatických umění a signatářka Charty 77.
Dětství prožila v rodné Ostravě, ale konzervatoř a vysokou školu vystudovala v Brně. V roce 1974 se provdala za divadelníka a filozofa Ludvíka Kavína. Poté, co oba podepsali Chartu 77, je komunistický režim donutil odejít do exilu a přijmout politický azyl v Rakousku. Ve Vídni s manželem založili divadelní sdružení, dlouhá léta kočovali po Evropě a Brettschneiderová také vedla divadelní dílny. Nakonec se jim v roce 1984 podařilo otevřít vlastní malé divadlo Theater Brett, které se stalo neoficiálním centrem československé emigrace ve Vídni.
Po roce 1989 se vracela do Československa a od roku 1990 učila herectví na JAMU v Brně. V roce 1997 se stala docentkou a vedoucí ateliéru herecké výchovy a roku 2007 byla jmenovaná profesorkou.

## Život a dílo

### Mládí v Československu
Nika Brettschneiderová se narodila 9. února 1951 v Ostravě, kde prožila dětství. V roce 1966 se přestěhovala do Brna, vystudovala zde dramatický obor Státní konzervatoře a v letech 1969–1973 herectví na Janáčkově akademii múzických umění. Upozornila na sebe svým nekonformním politickým postojem, když se v listopadu 1971 jako jediná ve škole odmítla zúčastnit prvních, údajně svobodných, ve skutečnosti však povinných voleb v době normalizace po potlačení pražského jara a okupaci Československa, za což byla málem ze školy vyloučena. Po ukončení studia hrála v Liberci ve Studiu Ypsilon (v současné době je v Praze ), v brněnském Divadle Husa na provázku a v Hanáckém divadle v Prostějově (v současné době HaDivadlo v Brně).
V roce 1974 se provdala za divadelníka a filozofa Ludvíka Kavína (1943–2025), který měl pro svou politickou angažovanost v době pražského jara zákaz činnosti. Jejich první syn Jakub se narodil v roce 1975.
V roce 1976 nebyla Brettschneiderové obnovena smlouva v Hanáckém divadle, protože podepsala protestní nótu proti zatčení členů kapely The Plastic People of the Universe. V důsledku toho a také kvůli sňatku s Kavínem, který byl klasifikován jako nepřítel státu, již oficiálně nemohla pracovat jako herečka a rodina byla pod dohledem státní bezpečnosti. Manželé se po marném hledání zaměstnání v Jihomoravském kraji přestěhovali do Ostravy, kde díky svému švagrovi Kavín získal místo ve Vítkovických železárnách. Nika zůstala doma s ročním synem a později se vrátila k divadlu.
Brettschneiderová s Kavínem patřili mezi první signatáře Charty 77. Následovaly výslechy, pronásledování a další represe ze strany StB. Oba byli vyhozeni z práce a jejich synovi byl znemožněn nástup do jeslí. Nakonec se rozhodli k emigraci. Tehdejší rakouský kancléř Bruno Kreisky nabídl všem signatářům Charty 77 politický azyl v Rakousku.

### Exil v Rakousku
Po vyřízení všech formalit vycestovali Brettschneiderová s Kavínem a se synem v červenci 1977 do Vídně a o čtyři roky později, v září 1981, přijali rakouské občanství. Ve Vídni Nika nejprve pracovala jako šatnářka v divadle a později jako komparzistka ve Volkstheater. Od začátku oba věděli, že se chtějí věnovat divadlu. Založili nezávislé divadelní sdružení Verein Theater Brett - Compagnie Brettschneider a než se naučili dobře německy, věnovali se pohybovému divadlu beze slov. První inscenací byla pantomimická hra Světlo světa signatáře Charty 77 Jiřího Koláře. Premiéra se konala v Bruselu v lednu 1978 v rámci festivalu 10 let Pražského jara. Několik let hostovali na různých festivalech a divadelních představeních po západní Evropě. Nejvíc hráli vlastní autorskou tvorbu, ale spolupracovali také s ostatními českými emigranty. Pořádali také pravidelně festivaly středoevropského divadla a od roku 1979 vedla Nika divadelní dílny zaměřené na „řeč těla“ v Rakousku, Německu, Švýcarsku, Francii a USA.
V roce 1981 jí byla udělena rakouská herecká Kainzova cena za neverbální ztvárnění Sancha Panzy v inscenaci Don Quijote ve Vídni. V roce 1988 se manželům narodil druhý syn Lukáš.

#### Theater Brett
V roce 1984 ve Vídni získali a zadaptovali budovu bývalé továrny na nábytek a založili vlastní malé divadlo Theater Brett, které mělo kapacitu 99 diváků. Díky Kainzově ceně si vybudovali kontakty na vídeňské radnici a od města a od státu postupně dostali přes tři čtvrtiny peněz potřebných na rekonstrukci a závazek, že divadlo budou provozovat alespoň dalších deset let. Zbylou částku spláceli architektovi projektu po celých 10 let.
V divadle se oba uplatnili nejen jako herci, ale také jako režiséři, scenáristé a dramaturgové. Jako první uvedli Labyrint světa a Ráj srdce J. A. Komenského. Divadlo se stalo neoficiálním centrem československé emigrace ve Vídni a často uvádělo autory ze střední a východní Evropy, z českých autorů například V. Havla, M. Uhdeho, B. Hrabala, J. Koláře, J. Seiferta, P. Kohouta, K. H. Máchu, L. Klímu, A. Goldflama, J. Boreše či M. Karáska. Dále nastudovali hry V. Kandinského, F. M. Dostojevského, F. Dürenmatta, S. Mrožka, A. Jarryho, ale zastoupení měli i rakouští autoři jako Ernst Jandl, Peter Handke, Friederike Mayröcker, Arthur Schnitzler, Felix Mitterer, Herbert Berger, Gabriele Kögl, Werner Schwab, Armin Baumgartner, Jura Soyfer, Ingeborg Bachmann a Ferdinand Raimund. Za dobu své existence uvedlo divadlo přes 150 inscenací, na nichž se podíleli také hostující režiséři, a více než 30 inscenací mělo světovou premiéru.
Brettschneiderová ztvárnila hlavní a vedlejší role a také některé sólové role ve více než 55 inscenacích. Hrála například Sofoklovu Antigonu, ženu ve Vernisáži Václava Havla, Jocaste v Pekelném stroji Jeana Cocteaua, slečnu von Zahndt v Dürrenmattových Fyzicích, Lady Macbeth v Shakespearových a Ionescových hrách, Mariedl v Prezidentech Wernera Schwaba, Winnie v Beckettových Šťastných dnech a Rosu ve hře Mein Ungeheuer (Moje nestvůra) od Felixe Mitterera.
Divadlo dál vede starší syn Jakub a přejmenoval ho na TheaterArche. Obsáhlý archiv divadla Theater Brett převzalo po dohodě s Ludvíkem Kavínem do svých sbírek Moravské zemské muzeum v Brně.

### Po roce 1990
Po roce 1989 mohli oba manželé opět působit v Česku. Kavín navázal spolupráci s československými divadelníky a v roce 1990 uspořádali ve Vídni Festival českých a slovenských divadel, kterého se zúčastnilo 14 souborů a řadí se mezi největší československé divadelní festivaly v zahraničí. Brettschneiderová vystupovala převážně v němčině, ale po sametové revoluci hrála příležitostně i v češtině v několika inscenacích uváděných v brněnských divadlech HaDivadlo a Divadlo Husa na provázku. V roce 2008 získala ocenění Gratias agit za šíření dobrého jména České republiky v zahraničí. Oba manželé byli v roce 2013 oceněni nadační cenou Centrope za propagaci kultury a přeshraniční spolupráci v oblasti velkého regionu střední Evropy.
Od roku 1990 vyučovala Brettschneiderová hereckou a pohybovou výchovu na brněnské JAMU. V roce 1997 získala docenturu a vedla vlastní studio herecké výchovy a v roce 2007 byla jmenována profesorkou dramatických umění. Všechny své aktivity herečky, učitelky herectví a ředitelky Theater Brett vykonávala až do své smrti. Jejím posledním divadelním vystoupením v Theater Brett byla sólová role v inscenaci Žena vpředu od Alaine Polcz z roku 2015. V Brně hrála do roku 2017 v Čapkově hře Ze života hmyzu. Její poslední rolí byla Hejná v miniseriálu České televize Rédl (2018), který byl odvysílán až po její smrti. Zemřela 30. června 2018 ve Vídni po dlouhé těžké nemoci.